# Wyżnie Stanikowe Siodło
Wyżnie Stanikowe Siodło – położona na wysokości około 1275 m niewybitna przełęcz pomiędzy Hrubym Reglem (1339 m) a Czerwonym Gronikiem (1294 m) w polskich Tatrach Zachodnich. Znajduje się w grzbiecie ograniczającym od południa dolinkę Staników Żleb, na wschodnim skraju zarastającej polany Jaworzynka Miętusia. Rejon przełęczy porasta las.

## Szlaki turystyczne
– czerwony z Nędzówki przez Staników Żleb, Jaworzynkę Miętusią i Wyżnie Stanikowe Siodło na Przysłop Miętusi. Czas podejścia na przełęcz: 35 min, czas przejścia z Nędzówki na Przysłop Miętusi: 1:30 h, z powrotem 1:10 h